# Église du Sacré-Cœur de Tunis
L'église du Sacré-Cœur de Tunis (arabe : كنيسة القلب المقدس بتونس), située dans le faubourg nord de la médina de Tunis près de Bab El Khadra, est une église catholique construite en 1899 pendant le protectorat français. Cédée au gouvernement tunisien en 1964, elle est actuellement abandonnée.

## Premiers édifices
La construction de deux chapelles à proximité de Bab El Khadra est décidée par Mgr Charles Lavigerie le 15 décembre 1882. Il s'agit de la chapelle « Santa Lucia » à destination des Italiens et de la chapelle « San Paolo de Maltesi » à destination des Maltais. Cette dernière devient rapidement insuffisante face à l'augmentation de la population chrétienne. Un ancien missionnaire, membre des Pères du Sacré-Cœur, le père François Miquet, décide de racheter les écuries de l'ancienne gare de tramway voisine afin d'agrandir la chapelle pour en faire une véritable église. Grâce aux fonds apportés par le père Boucher, l'édifice est achevé et béni le 3 avril 1899. La paroisse de Tunis Sacré-Cœur est créée la même année. Elle englobe les quartiers de Bab El Khadra, Halfaouine, Bab Souika, Sans Souci, Nice et Bel Air.

## Historique de l'église
Propriété du père Miquet, l'église n'est acquise par l'archevêché qu'en 1902, lorsque le père Boucher, qui avait financé les travaux, accepte de céder ses droits en échange d'une indemnité de 5 000 francs. Quant au père Miquet, il accepte de quitter sa congrégation pour devenir le prêtre titulaire de la paroisse.
Idéalement située sur un carrefour très fréquenté et à proximité d'une forêt d'eucalyptus, l'église côtoie deux anciens cimetières musulmans et un cimetière catholique. Construite en 1899, année où le pape Léon XIII consacre chaque être humain au Sacré-Cœur, elle est tout naturellement placée sous sa protection, ce qui n'empêchera pas les fidèles de la désigner par son ancien nom de « San Paolo ».
La majorité des fidèles sont Siciliens ou Maltais. Ces derniers sont conducteurs de calèches ou de tramways avant de quitter le quartier pour tenir des commerces dans la ville européenne. Quant aux Siciliens, beaucoup d'entre eux sont chevriers. Ils descendent dans la capitale accompagnés de leur troupeau de chèvres qu'ils traient à la demande. Dans l'église, l'odeur des animaux se mêle à celle de l'encens, ce qui incite les paroissiens à surnommer leur lieu de culte « église chèvrefeuille ».
Le problème des titres de propriété étant résolu, des travaux d'agrandissements et d'embellissements peuvent être entrepris. Une statue en fonte du Sacré-Cœur de Jésus-Rédempteur est placée au-dessus de la façade principale. En 1904, on augmente la hauteur de l'église en surélevant son toit. En avril 1907, on installe des cloches venues de la fonderie Paccard. Pour les accuellir, on construit un clocher latéral ayant la forme d'une tour carrée percée d'ouvertures rectangulaires et dotée d'un abat-son. En juin 1916, un maître-autel en marbre prend place dans le chœur. Enfin, en 1918, on doit agrandir l'église déjà trop petite en convertissant la sacristie en bas-côté. Dix ans plus tard, les travaux reprennent pour faire face à l'afflux sans cesse croissant des fidèles. Le nouvel édifice est inauguré le 4 novembre 1928 : « L'édifice a maintenant une structure intérieure de grande église ; la nef centrale est flanquée de deux nefs latérales, séparées par des rangées de doubles colonnes blanches qui font un agréable effet. L'agrandissement obtenu par cette nouvelle nef latérale, du côté de l'épître, est considérable, et l'église a pris des proportions bien équilibrées ; l'ensemble en paraît spacieux et aéré ».
En 1950, de nouvelles orgues sont installées et, en 1957, deux tableaux en mosaïque représentant saint Pierre et saint Paul rejoignent les éléments décoratifs de l'église.
|      | Baptêmes | Mariages | Sépultures |
| ---- | -------- | -------- | ---------- |
| 1900 | 193      | 37       | 82         |
| 1910 | 476      | 87       | 194        |
| 1920 | 464      | 140      | 173        |
| 1930 | 600      | 131      | 164        |
| 1940 | 475      | 112      | 189        |
| 1950 | 370      | 141      | 152        |
| 1960 | 164      | 85       | 94         |

## Bâtiment après l'indépendance
L'indépendance de la Tunisie en 1956 provoque le départ progressif de beaucoup de familles européennes mais l'affluence reste élevée dans cette église bâtie dans un quartier populaire. Elle est finalement fermée à l'occasion du modus vivendi signé entre le gouvernement tunisien et le Vatican le 10 juillet 1964. Le bâtiment est cédé gratuitement avec l'assurance qu'il ne sera utilisé qu'à des fins d'intérêt public compatibles avec son ancienne destination.
L'édifice est reconverti pour abriter les services administratifs de la délégation avant d'être transformé en poste de police. Il est actuellement désaffecté.

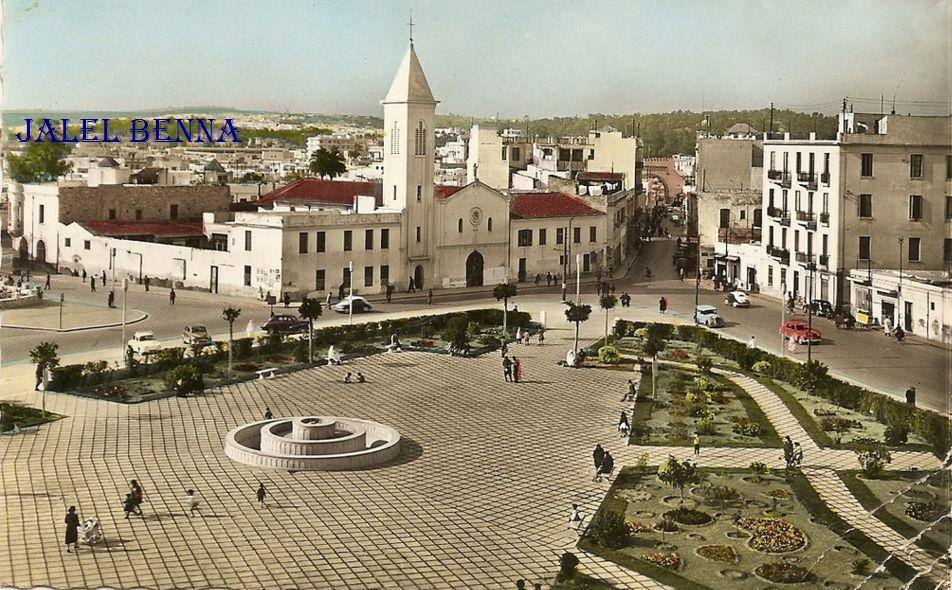
Vue de l'église à la fin des années 1950.
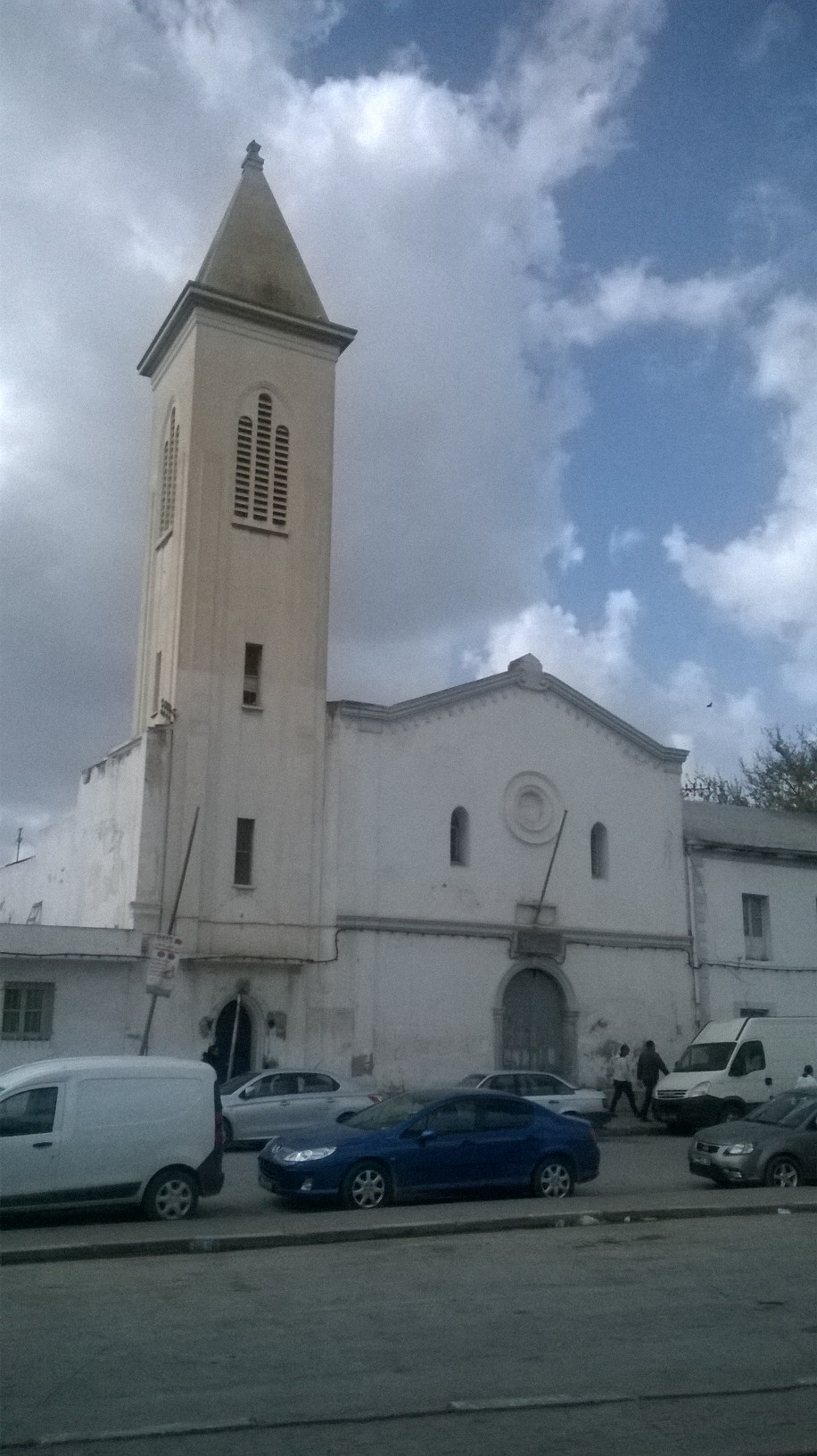
Façade de l'église en 2016.
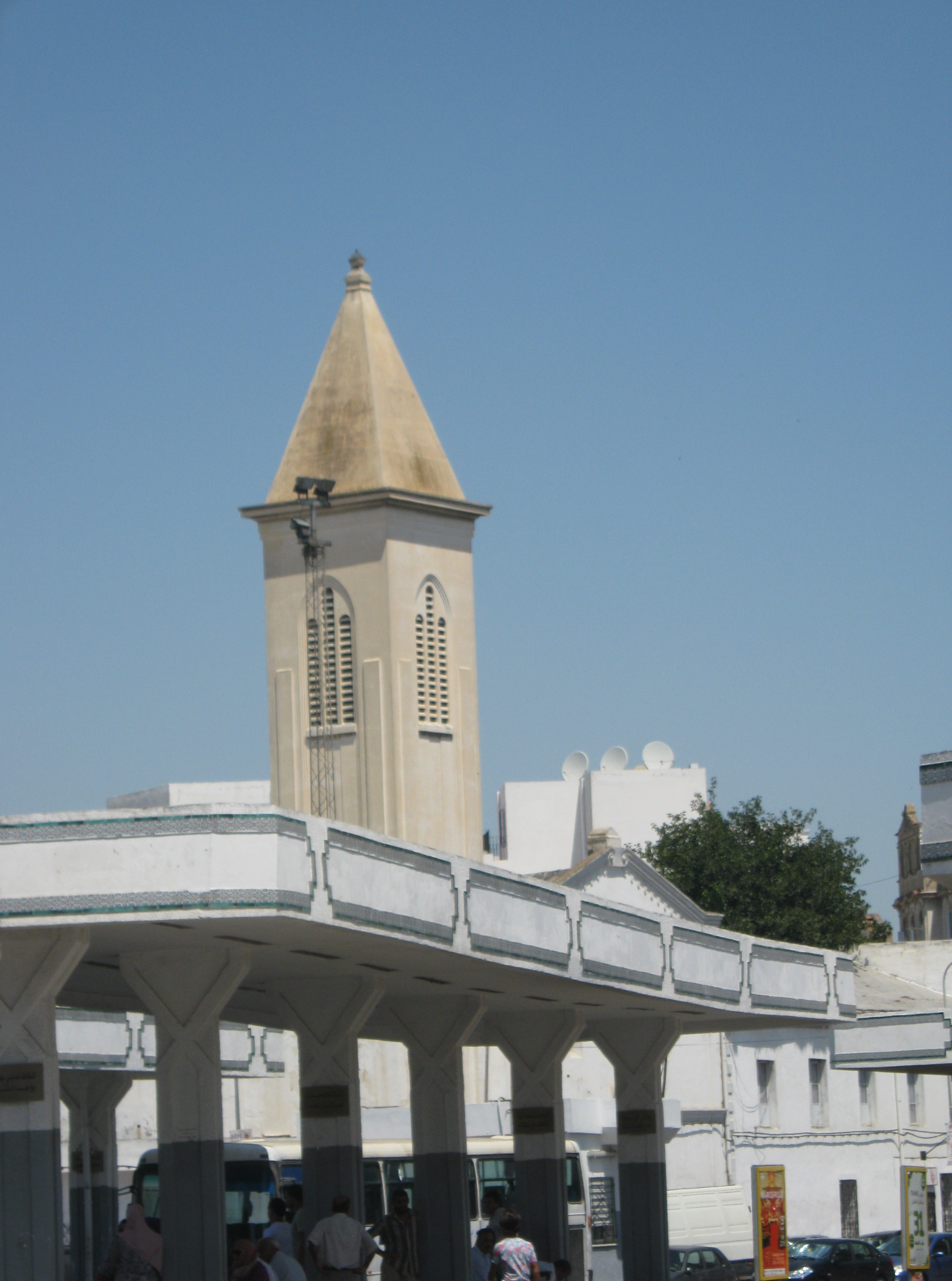
Clocher dominant la station de bus Ali-Belhouane.